# Amata cerberella
Amata cerberella là một loài bướm đêm thuộc phân họ Arctiinae, họ Erebidae.